# تیموتی استونس
تیموتی استونس (انگلیسی: Timothy Stevens؛ زادهٔ ۲۶ مارس ۱۹۸۹ ‏(۳۵ سال)) دوچرخه‌سوار اهل بلژیک است.
از باشگاه‌هایی که در آن بازی کرده‌است می‌توان به تیم دوچرخه‌سواری وکانسولیل–دی‌سی‌ام و وانتی–گروپ گوبر اشاره کرد.